# Acorda, Carlo!
Acorda, Carlo! é uma animação criada e dirigida por Juliano Enrico e produzida pela Copa Studio. Trata-se da primeira série de animação original brasileira da Netflix, assinada pelos mesmos criadores de Irmão do Jorel. Com 13 episódios, foi disponibilizada pelo streaming no dia 6 de julho para 79 países, incluindo o Brasil.
Assim como em Irmão do Jorel, os episódios de Acorda, Carlo! têm em comum na sua equipe criativa profissionais como Juliano Enrico (diretor), Zé Brandão (produtor), Vivian Amadio (produtora executiva), Melissa Garcia (direção de voz) e Zé Ruivo (produtor musical). Além de Melissa, a equipe de vozes contou com as atuações de nomes como Gustavo Pereira (que dá vida ao protagonista Carlo), Andrei Duarte (Alberto), Julia Cartier Bresson (Pomba Tatiana), Alexandre Moreno (Rei Blaus), Evelyn Castro (Montanha Solange), Ed Gama (Seu Djalma), Robson Nunes (Floyd, Jabston, Douglas, Flauber) e Jefferson Schroeder (Dona Fátima, Tony Moribuggy, Dona Tigra do Pedágio).

## Premissa
A série narra a história de Carlo, um garoto de 7 anos animado, brincalhão e apaixonado por biscoitinhos de goiaba. Porém, após cair em um feitiço, dorme em sono profundo por 22 anos. Ao despertar, percebe que o mundo ao seu redor mudou radicalmente. Ao reencontrar seus amigos, que se tornaram adultos atarefados, Carlo (voz de Gustavo Pereira) começa a influenciá-los com seu espírito infantil e divertido, vivendo aventuras ao lado de Alberto (Andrei Duarte), um monstro que não deseja assustar ninguém e Tatiana (Julia Cartier Bresson), uma pomba resmungona que não voa.
Carlo, Alberto e Tatiana vivem em um lugar mágico conhecido como o Reino das Decisões. Após acordar do seu sono, Carlo reencontra seus demais amigos em uma cidade chamada Zona do Conforto, que é constantemente vigiada pelo Rei Blaus (Alexandre Moreno). Como fazer para que o Reino das Decisões volte a ser a Ilha da Diversão Sem Motivo, que era como o lugar era conhecido nos tempos em que Carlo ainda não havia adormecido por mais de duas décadas?

## Criação da série
Em entrevista concedida ao site Jovem Nerd, Juliano Enrico comentou que, ao lado de Federico Nicolai Teixeira, seu irmão e supervisor criativo da animação, acumulou ideias que, desde 2007, foram sendo reunidas e trabalhadas, ao lado de outros colaboradores que chegaram posteriormente.
Existem muitas ideias que a gente vai guardando, olhando de tempos em tempos, acrescentando uma coisa ou outra – evoluindo até chegar no ponto em que você sente que está na hora de mostrar pra alguém.  (...) Foram muitos personagens, e situações, e lugares que eu fui guardando na memória até chegar no ponto de mostrar e transformar em projeto.
Embora seja uma animação com alcance internacional, graças à distribuição feita pela Netflix, Acorda, Carlo! chama atenção pela inserção do humor típico brasileiro em seus episódios. Foi o que destacou Melissa Garcia, diretora de voz, na mesma matéria: "Eu acho muito legal ver situações que a gente pode viver na rua, no Brasil, se transformando em um desenho animado".

## Episódios
Temporada 1 (2023):
1. Campeão de Pique-Esconde
2. Festa do Chapéu Fedido
3. Manual do Monstro Mirim
4. Invasores Arrependidos
5. Tour da Baleia Solitária
6. Spa de Segurança Máxima
7. Surf de Barriga
8. Ataque de Solidariedade
9. Melhor Amigo do Rei
10. Uma Partida de Blausbol
11. Vai Ficar Tudo Bem
12. Bad Vibe Disco Club
13. Foi Tudo um Sonho

## Recepção
No site Rotten Tomatoes, a primeira temporada de Acorda, Carlo! conquistou uma taxa de aprovação de 93%. No site IMDb, sua avaliação média é de 8,1/10.
Em texto publicado no site do jornal capixaba A Gazeta, o crítico Rafael Braz descreve a animação como uma "grande aventura, meio psicodélica, com muito humor e ótimos personagens". O jornalista André Carlos Zorzi, do periódico O Estado de S. Paulo, referendou o desenho como "uma sugestão que os fãs de Irmão do Jorel têm todos os motivos para conhecer".

Em crítica publicada no portal Conectando Net, o jornalista Gambit Cavalcante destaca as referências que Acorda, Carlo! traz da cultura brasileira:
Viajamos por muitos sotaques, de diferentes regiões do país; encontramos nossa culinária, referenciada, principalmente, no amor do protagonista por um biscoito chamado “Goiabitos”; encontramos a musicalidade do funk; o famoso “jeitinho” brasileiro de tentar resolver os problemas na camaradagem; e até mesmo nosso jogo de cintura pra driblar a censura de um governo autoritário, que teima em apagar nossas memórias e, com elas, nossa história.
No The Review Geek, portal de cultura pop inglês, a crítica Sarah Almeida descreveu a animação brasileira como "alegre, divertida e bem-humorada, com um toque de sátira em boa medida". Já no Radix Animación, site especializado em animações ibero-americanas, Viridiana Torres definiu a obra como "diversão na sua forma mais pura, mas também uma série que nos convida a pensar sobre a nossa realidade individual e coletiva".
Em setembro de 2024, Acorda, Carlo! foi indicada ao prêmio Emmy Internacional na categoria de Melhor Animação Infantil.